# Fiodor Alexandrovitch de Russie
Fiodor Alexandrovitch Romanov (en russe : Фёдор Александрович Романов), né le 23 décembre 1898 à Saint-Pétersbourg, décédé le 30 novembre 1968 à Ascain (France), est un prince de Russie, neveu du tsar Nicolas II, membre du corps des pages à la Cour impériale de Russie, connu dans sa famille pour sa grande beauté, mais aussi par son esprit simple.

## Famille

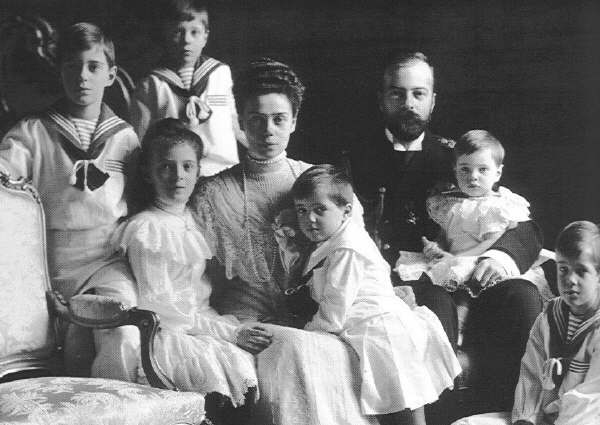
Le prince Fiodor Aleksandrovitch de Russie aux côtés de sa mère, la grande-duchesse Ksenia Aleksandrovna de Russie, de son père et de ses frères et sœur.

Il est le second fils et le troisième des sept enfants du grand-duc Alexandre Mikhaïlovitch et de la grande-duchesse Xenia Alexandrovna de Russie. Petit-fils de tsar par sa mère, il ne porte pas le titre de grand-duc comme son père mais celui de prince.

### Mariage
Le 31 mai 1923, Fiodor Aleksandrovitch épouse à Paris sa cousine Irène Paley, princesse Paley, fille du grand-duc Pavel Aleksandrovitch de Russie et de son épouse la princesse Olga Paley, dont il divorce le 22 juillet 1936. Un seul enfant naît de cette union :
- Michel Feodorovitch de Russie (1924-2008) qui se marie à deux reprises.

En outre, la fille adultérine de son épouse et d'Hubert Conquéré de Montbrison, porte le nom du prince Fiodor Aleksandrovitch de Russie.
- Irène Fiodorovna Romanovna (née en 1934), en 1955, elle épousa André Jean Pelle (1923-1996)[1], puis en 1962 elle épousa Vainqueur-Marcel Soulas (né en 1938), (divorcés en 1975).

## Biographie
Arrière-petit-fils de l'empereur Nicolas Ier par son père le grand-duc Alexandre Mikhaïlovitch dit « Sandro » et de la grande-duchesse Xenia Alexandrovna de Russie. Il fut par sa mère, le neveu de l'empereur Nicolas II.
Fiodor Aleksandrovitch de Russie passa ses premières années sur la côte  à Biarritz dans le sud-ouest de la France, lieu de villégiature de l'aristocratie à la mode et en Russie impériale. Adolescent au début de la Première Guerre mondiale et après la Révolution de Février 1917, le grand-duc se lia avec sa sœur, la grande-duchesse Irina Aleksandrovna de Russie et son époux, le prince Feliks Feliksovitch Ioussoupov. Ce dernier, encore très jeune, ne fut sans doute pas insensible au charme de son jeune beau-frère. Les premières années de la décennie 1920 vit le prince Fiodor Aleksandrovitch de Russie et le couple Ioussoupov cohabiter. Ils séjournèrent en Italie, à Capri, dans le golfe de Naples, en Corse et en Angleterre. À chacun de ces voyages, le prince fut présent. En exil, l'amitié entre le prince Feliks Feliksovitch Ioussoupov et le prince Fiodor Alexandrovitch s'approfondit.

### Personnalité du prince Fiodor Aleksandvitch de Russie

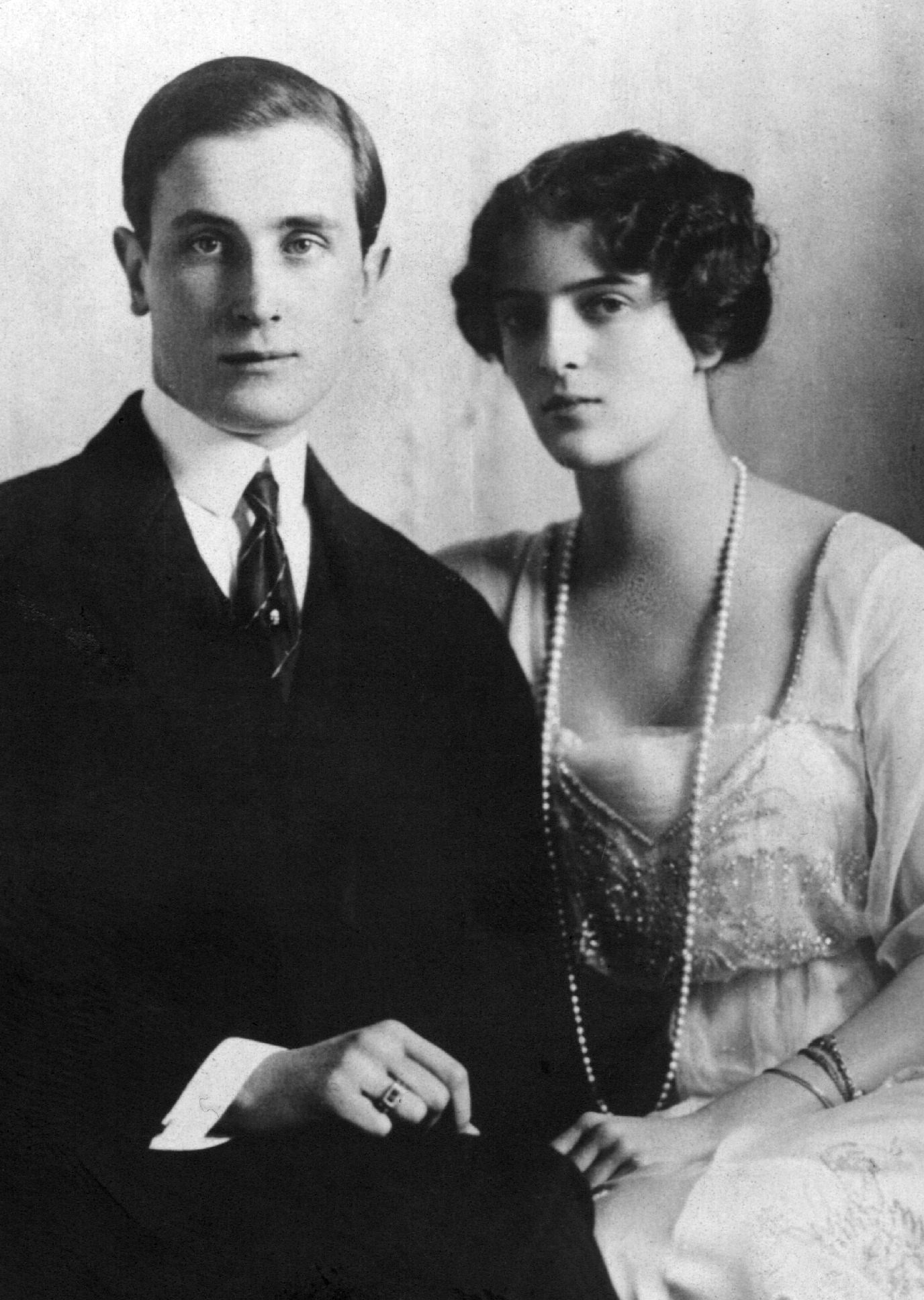
La sœur du prince Fiodor Aleksandrovitch de Russie, la princesse Irina Alexandrovna et son époux, le prince Feliks Feliksovitch Ioussoupov (v. 1915).

« A quinze ans, ce garçon était grand pour son âge, ses cheveux bouclés châtain encadrés un beau visage aux traits typiquement nordique, très mobile. Son expression peut être féroce comme un fauve ou doux comme un enfant », Adolescent, sa grande taille le privera de son appartenance au Corps des Pages. Adulte, Le prince Fiodor Aleksandrovitch de Russie mesurant un mètre quatre-vingt-dix-sept avait une allure à la Gary Cooper, un corps d'athlète mais avait conservé la candeur de son enfance. Selon la description de l'époque, le prince fut décrit comme « irrésistiblement beau et brave homme ».

### Révolution russe
Lors de la Révolution russe, avec ses parents et grands-parents, dont sa grand-mère maternelle, l'impératrice douairière Marie Feodorovna, Fiodor (francisé en Théodore) de Russie fut retenu prisonnier par les Bolcheviks à la Villa Aïn Todor en Crimée. Le prince échappa au sort réservé à certains de ses cousins de la famille Romanov qui furent assassinés par les Bolcheviks en 1918 et 1919. Après la signature du traité de Brest-Litovsk le 3 mars 1918, les prisonniers furent libérés par l'armée allemande.

### L'exil
Grâce à l'aide apportée par sa grand-tante, la reine-mère Alexandra d'Angleterre, Théodore de Russie et certains membres de la famille Romanov embarquèrent le 11 avril 1919 sur le HMS Marlborough, un cuirassé de la Royal Navy envoyé par George V, le prince quitta la Crimée, le bâtiment de guerre britannique fit escale à Malte puis en Angleterre.
Les premières années de son exil, Théodore de Russie les vécut chez sa sœur, la princesse Youssoupov à Paris, dont le mari était l'instigateur de la mort de Raspoutine. De temps en temps, la princesse Irina Pavlovna Paley le rejoignait et ensemble, assis, ils rêvaient à leur terre natale, la Russie.

#### Mariage du prince Fiodor Aleksandrovitch de Russie et de la princesse Irina Pavlovna Paley

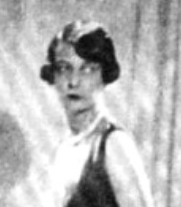
Son épouse, la princesse Irina Pavlovna Paley et Hohenfels-Dame, princesse Romanovskaya et comtesse de Monbrison.

Le 3 juin 1923, en la cathédrale Saint-Alexandre-Nevsky, rue Daru à Paris, le prince Fiodor Aleksandrovitch de Russie épousa  sa cousine la princesse Irène Paley, fille morganatique du grand-duc Paul de Russie - exécuté en 1919 par les bolcheviks - et de son épouse la princesse Paley. Le couple s'établit à Biarritz.
Le 4 mai 1924, naquit le prince Mikhaïl Fiodorovitch de Russie.
Le prince Fiodor Aleksandrovitch de Russie fut moins un père pédagogue, qu'un formidable compagnon de jeux pour son fils. Très habile de ses mains, avec des boîtes d'allumettes, il confectionnait des maquettes, construisait des villages, en outre, le grand-duc racontait des histoires fabuleuses et illustrées par des dessins, au petit Mikhaïl. Sur la plage de Biarritz, le père, toujours coiffé de son béret noir, courait avec son fils, mais il sut également être un père (ou un grand frère) protecteur.
Le prince menait une vie simple à Biarritz, presque enfantine, dira son fils plus tard dans une interview télévisée à Frédéric Mitterrand. Il était incapable de trouver un emploi stable et vécut modestement. Sa bonté naturelle ne s'adaptait pas au rythme de son époque.
Séparé de son épouse, il se rendit aux États-Unis, où il exerça la profession de pilote d'essai pour une entreprise d'automobiles. Avec le temps, le prince s'aperçut qu'il était manipulé par des escrocs. Son adaptation à la vie américaine fut un échec, il fut incapable de s'adapter à la culture d'outre-Atlantique. Blessé dans son amour-propre, il quitta ce pays et s'installa chez sa mère en Angleterre.
Il divorça le 22 juillet 1936.

#### Décès
En 1946, Fiodor Aleksandrovitch de Russie souffre de la tuberculose, due à une pneumonie dont les médecins anglais n'ont pas mesuré assez la gravité. Afin d'améliorer la santé du prince et lui apporter une meilleure alimentation, la princesse Irina Pavlvovna de Russie, sa sœur Irina Aleksandrovna de Russie et son époux le prince Felix Feliksovitch Ioussoupov organisèrent le voyage de retour en France du prince Fiodor Aleksandrovitch. Cette même année, époque d'après-guerre où la capitale française manquait de tout, en Gare du Nord, le prince couché sur une civière est descendu du train. La maladie dont souffrait le prince avait produit un effet dévastateur sur ce corps d'athlète. Miné par la tuberculose, le prince mesurant un mètre quatre-vingt-dix-sept ne pesait plus que quarante-deux kilos. D'après leur diagnostic, les médecins confièrent à la princesse Irina Pavlovna Paley et au couple Ioussoupov, que la grande détresse physique du grand-duc provoquerait sa mort à brève échéance. Malgré tout, il fut installé dans une maison de l'arrière-Pays basque. Pendant vingt années, le grand-duc vécut dans cette petite maison entouré de l'affection de son épouse, des Ioussoupov et de son fils. Son ex-épouse, la princesse Irina Pavlovna Paley, et la sœur du prince réglèrent les honoraires des médecins et des pharmaciens.
Le prince Fiodor Aleksandrovitch de Russie décéda à Ascain le 30 novembre 1968 à l'âge de 70 ans.

## Généalogie
Théodore Alexandrovitch de Russie appartient à la quatrième branche issue de la première branche de la Maison d'Oldenbourg-Russie (Holstein-Gottorp-Romanov), elle-même issue de la première branche de la Maison d'Holstein-Gottorp. Ces trois branches sont issues de la première branche de la Maison d'Oldenbourg. Par sa mère, la grande-duchesse Xenia Alexandrovna de Russie, il est un descendant de l'empereur Alexandre III de Russie, de Christian IX de Danemark et un neveu de Nicolas II de Russie, par son père, il est le descendant du tsar Nicolas Ier de Russie. L'actuelle descendante du grand-duc Mikhaïl Aleksandrovitch de Russie est son arrière-perite-fille la princesse Tatiana Mikhaïlovna Romanovna (1986-) (de Russie).

## Sources
(septembre 2009).
- Extrait de Mémoires d'exil, un documentaire de Frédéric Mitterrand
- Frédéric Mitterrand Mémoires d'exil Robert Laffont. Paris. 1999  (ISBN 2-221-09023-3)
- Cyrille Boulay : Légendes royales - Dans l'intimité des Cours européennes